# Deinopis ornata
Deinopis ornata är en spindelart som beskrevs av Pocock 1902. Deinopis ornata ingår i släktet Deinopis och familjen Deinopidae.
Artens utbredningsområde är Etiopien. Inga underarter finns listade i Catalogue of Life.